# Pontonia chimaera
Pontonia chimaera är en kräftdjursart som beskrevs av Lipke Bijdeley Holthuis 1951. Pontonia chimaera ingår i släktet Pontonia och familjen Palaemonidae. Inga underarter finns listade i Catalogue of Life.